# Кічун Євгеній Віталійович
Євгеній Віталійович Кічун (нар. 16 вересня 2004, Ужгород, Україна) — український футболіст, лівий вінґер «Дьїрмота».

## Життєпис
Народився в Ужгороді. У ДЮФЛУ з 2017 по 2018 рік виступав за місцеву СДЮСШОР. На початку 2019 року виїхав до Угорщини, де став гравцем «Кішварди». Виступав за команду U-17. Наприкінці серпня 2019 року перейшов до «Академії Пушкаша», де спочатку також виступав за команду вище вказаної вікової категорії. Згодом грав за команду U-19 та резервний склад «Академії». Вперше до заявки першої команди потрапив 23 квітня 2022 року на нічийний (2:2) виїзний поєдинок 29-го туру чемпіонату Угорщини проти «Фегервара». Євген просидів усі 90 хвилин на лаві запасних. У сезоні 2021/22 років до заявки першої команди більше не потрапляв. У першій половині наступного сезону 8 разів побував у заявці «Академії Пушкаша» на матчі чемпіонату Угорщини, але в жодному з них так і не зіграв.
На початку 2023 року для отримання ігрової практики відправився в оренду до «Дьїрмота». На професійному рівні дебютував 29 січня 2023 року в нічийному (1:1) домашньому поєдинку 21-го туру другого дивізіону чемпіонату Угорщини проти «Дороґі». Кічун вийшов на поле на 53-й хвилині замість Патрика Надя. Згодом «Дьїрмот» неодноразово продовжував орендну угоду. Першим голом у дорослому футболі відзначився 7 квітня 2024 року на 49-й хвилині переможного (4:2) виїзного поєдинку 27-го туру другого дивізіону чемпіонату Угорщини проти «Сіофока». Євген вийшов на поле в стартовому складі, а на 76-й хвилині його замінив Домінік Ковач. На початку липня 2024 року вільним агентом підписав повноцінний контракт з «Дьїрмотом».

## Особисте життя
Брат, Максим Кічун, також професійний футболіст.